# Sursis (livro)
Le sursis é um romance de 1947, escrito por Jean-Paul Sartre, constituindo a segunda parte da trilogia Os Caminhos da Liberdade (Les Chemins de la liberté).

## Resumo
O livro é um retrato extraordinário da vida na França durante os críticos oito dias antes da assinatura do fatídico Acordo de Munique (setembro de 1938), mediante o qual os governos da Grã-Bretanha (Neville Chamberlain), da França (Deladier) e da Itália (Benito Mussolini) concordaram em entregar a Tchecoslováquia às ambições territoriais da Alemanha Nazista.